# Le Détroit

Le Détroit este o comună în departamentul Calvados, Franța. În 1 ianuarie 2022 avea o populație de 92 de locuitori.